# Маралихинский сельсовет (Чарышский район)
Маралихинский сельсовет — муниципальное образование со статусом сельского поселения и административно-территориальное образование в Чарышском районе Алтайского края России. Административный центр — село Маралиха.
Упразднён 4 марта 2022 года в связи с преобразованием муниципального района в муниципальный округ.

## Население
| 1997  | 1998  | 1999  | 2000  | 2001  | 2002  |
| ----- | ----- | ----- | ----- | ----- | ----- |
| 1898  | ↘1842 | ↗1879 | ↗1902 | ↘1892 | ↘1828 |
| 2003  | 2004  | 2005  | 2006  | 2007  | 2008  |
| ↗1837 | ↘1771 | ↘1673 | ↗1703 | ↘1624 | ↘1602 |
| 2009  | 2010  | 2011  | 2012  | 2013  | 2014  |
| ↘1499 | ↘1425 | ↘1419 | ↘1381 | ↗1394 | ↘1385 |
| 2015  | 2016  | 2017  | 2018  | 2019  | 2020  |
| ↘1336 | ↘1289 | →1289 | ↘1280 | ↘1264 | ↘1239 |
| 2021  |       |       |       |       |       |
| ↘1222 |       |       |       |       |       |

По результатам Всероссийской переписи населения 2010 года, численность населения муниципального образования составила 1425 человек, в том числе 717 мужчин и 708 женщин. Оценка Росстата на 1 января 2012 года — 1381 человек.

## Населённые пункты
В состав сельсовета входили 5 населённых пунктов:
- село Красный Май,
- село Малая Маралиха,
- село Маралиха,
- село Маральи Рожки,
- село Усть-Пихтовка.